# Фронт резервних армій
Фронт резе́рвних а́рмій — оперативно-стратегічне об'єднання сухопутних військ радянських військ, фронт часів Другої світової війні у складі Збройних сил СРСР, який короткочасно існував з 14 липня по 25 липня 1941.

## Командування
- Командувачі:
  - генерал-лейтенант Богданов І. О. (14 липня — 25 липня 1941).